# Michał Domański (historyk sztuki)
Michał Domański (ur. 1936, zm. 2005) – polski historyk sztuki, artysta plastyk. 

## Życiorys
Absolwent Państwowego Liceum Sztuk Plastycznych we Wrocławiu i Wydziału Artystycznego Uniwersytetu Mikołaja Kopernika w Toruniu. Doktor nauk humanistycznych Uniwersytetu Wrocławskiego. Pracował w Kuratorium Okręgu Szkolnego we Wrocławiu jako wizytator-metodyk, a następnie w Instytucie Wychowania Artystycznego Uniwersytetu Marii Curie-Skłodowskiej w Lublinie. Był autorem dwóch monografii Poczet wielkich rzeźbiarzy (1981) oraz Ze studiów nad malarstwem lwowskim w XIX wieku. Franciszek Tomasz Tepa i jego krąg
(1985). Opublikował ponad dwieście artykułów za zakresu historii sztuki i kultury polskiej. Współpracował (od roku 1970) z Polskim Słownikiem Biograficznym oraz (od roku 1975) ze Słownikiem Artystów Polskich. W roku 2001 został powołany do grona współpracowników międzynarodowego wydawnictwa Allgemeines Künstlerlexikon. W latach 1985–1995 był stałym współpracownikiem Tygodnika Ciechanowskiego, a od roku 1996 należał do zespołu redakcyjnego polonijnego kwartalnika Rota. Publikował artykuły i recenzje w takich pismach jak: Filomata, Nowe Książki, Plastyka w szkole, Biuletyn Historii Sztuki, Łowiec Polski, Akcent oraz w dziennikach regionalnych.
Pochowany w części ewangelickiej cmentarza przy ulicy Lipowej w Lublinie (kwatera 4-2-8).

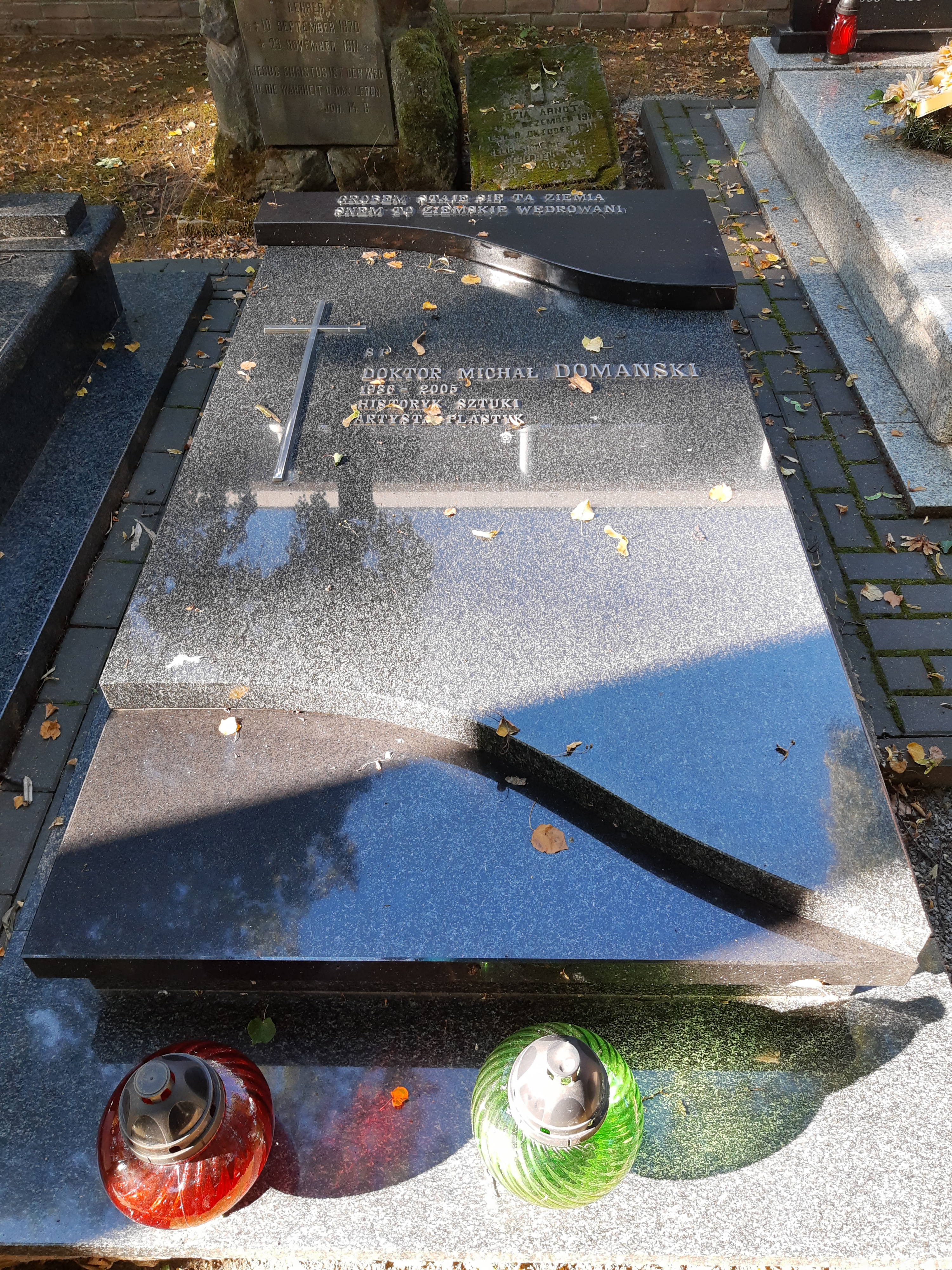
Grób Michała Domańskiego na cmentarzu przy ulicy Lipowej